# Agriades philebus
Agriades philebus är en fjärilsart som beskrevs av Hans Fruhstorfer 1934. Agriades philebus ingår i släktet Agriades och familjen juvelvingar. Inga underarter finns listade i Catalogue of Life.